# Macbeth (film fra 1913)
|  | For andre betydninger, se Macbeth (flertydig) |
Macbeth er en tysk stumfilm fra 1913.